# Déiphobe
 (août 2016).
Pour les articles homonymes, voir Déiphobe (homonymie).
Dans la mythologie grecque, Déiphobe (en grec ancien Δηίφοϐος / Dêíphobos) est un prince troyen, fils de Priam et d'Hécube.

## Iliadeet Cycle troyen
Combattant dans la guerre de Troie, il fait partie de l'attaque contre le mur dressé par les Achéens. Il tue Hypsénor et Ascalaphe avant d'être blessé par Mérion. Il est le frère préféré d'Hector, c'est pourquoi Athéna imite son apparence pour entraîner le prince troyen dans un duel funeste contre Achille.
Dans l’Iliade, aucune relation particulière n’est mentionnée entre Déiphobe et Hélène. L'épopée ne fournit pas d'information sur la mort de Déiphobe, car son cadre narratif ne couvre pas les événements liés à la chute de Troie. Ces éléments proviennent de traditions postérieures, comme l’Énéide ou le Cycle troyen.
Selon certaines versions, Déiphobe est tué par Ménélas, parfois dans un duel, après la chute de Troie. Cette version met en avant sa relation avec Hélène, qu’il aurait épousée après la mort de Pâris.

## Dans l’Énéide
Dans l’Énéide, Déiphobe joue un rôle très différent que celui que lui prête l’Iliade, car il est présenté dans le contexte des ombres des morts rencontrées par Énée dans le Livre VI. Ainsi, selon le récit de Virgile, quand Philoctète tue Pâris, il rivalise avec son frère Hélénos pour la main d'Hélène, et l'emporte.
Énée rencontre l’ombre de Déiphobe aux Enfers, défiguré et mutilé. Virgile explique ainsi les circonstances de sa mort : Après la chute de Troie, Déiphobe a été trahi par sa femme, Hélène, qui s'est réconciliée avec les Grecs. Pendant la nuit fatidique où Troie a été détruite, Hélène a permis aux Grecs de s’introduire dans la chambre de Déiphobe. Ils l’ont tué sauvagement et mutilé son corps. Déiphobe raconte cette trahison à Énée, marquant son rôle comme un symbole de la perfidie grecque et du destin tragique des Troyens.

## Littérature
Dans la Penthésilée de Heinrich von Kleist, Déiphobe est envoyé à la rencontre de la reine des Amazones mais est trahi par celle-ci :

« Arrivés au bord du Scamandre, nous apprenons que Déiphobe, le fils de Priam, vient de sortir d'Ilion avec une troupe pour tendre la main à son alliée. Nous doublons le pas toute la nuit pour empêcher cette jonction menaçante. À la première rougeur du matin, sais-tu ce que nous apercevons, Antiloque ? Droit devant nous, dans une grande vallée, l'armée des Amazones fonçant sur les troupes de Déiphobe. Une tornade qui déchire les nuages, voilà comment elle met en charpie les fils des Troyens. »

— H. von Kleist, Penthésilée, scène I

## Sources
1. ↑  Homère, Iliade [détail des éditions] [lire en ligne], chant 22

- Pseudo-Apollodore, Bibliothèque [détail des éditions] [lire en ligne] (III, 12, 5), Épitome [détail des éditions] [lire en ligne] (V, 9 et 22).
- (en) Le Sac de Troie [détail des éditions] [lire en ligne].
- Homère, Iliade [détail des éditions] [lire en ligne] (XII, 94-95 ; XIII, 156-164 ; XIII, 402 et suiv.).
- (en) Petite Iliade [détail des éditions] [lire en ligne].
- Quintus de Smyrne, Suite d'Homère [détail des éditions] [lire en ligne] (XIII).
- Virgile, Énéide [détail des éditions] [lire en ligne] (VI, 494-547).